# Pierzogłówka
Pierzogłówka (Pterocephalus L.) – rodzaj roślin z rodziny przewiertniowatych Caprifoliaceae. Należy do niego około 25 gatunków. Rośliny te występują na obszarze od wysp Makaronezji, poprzez basen Morza Śródziemnego po zachodnie Chiny i Himalaje, poza tym we wschodniej Afryce po Tanzanię na południu. Rośliny związane z suchymi i bezleśnymi siedliskami.

## Morfologia

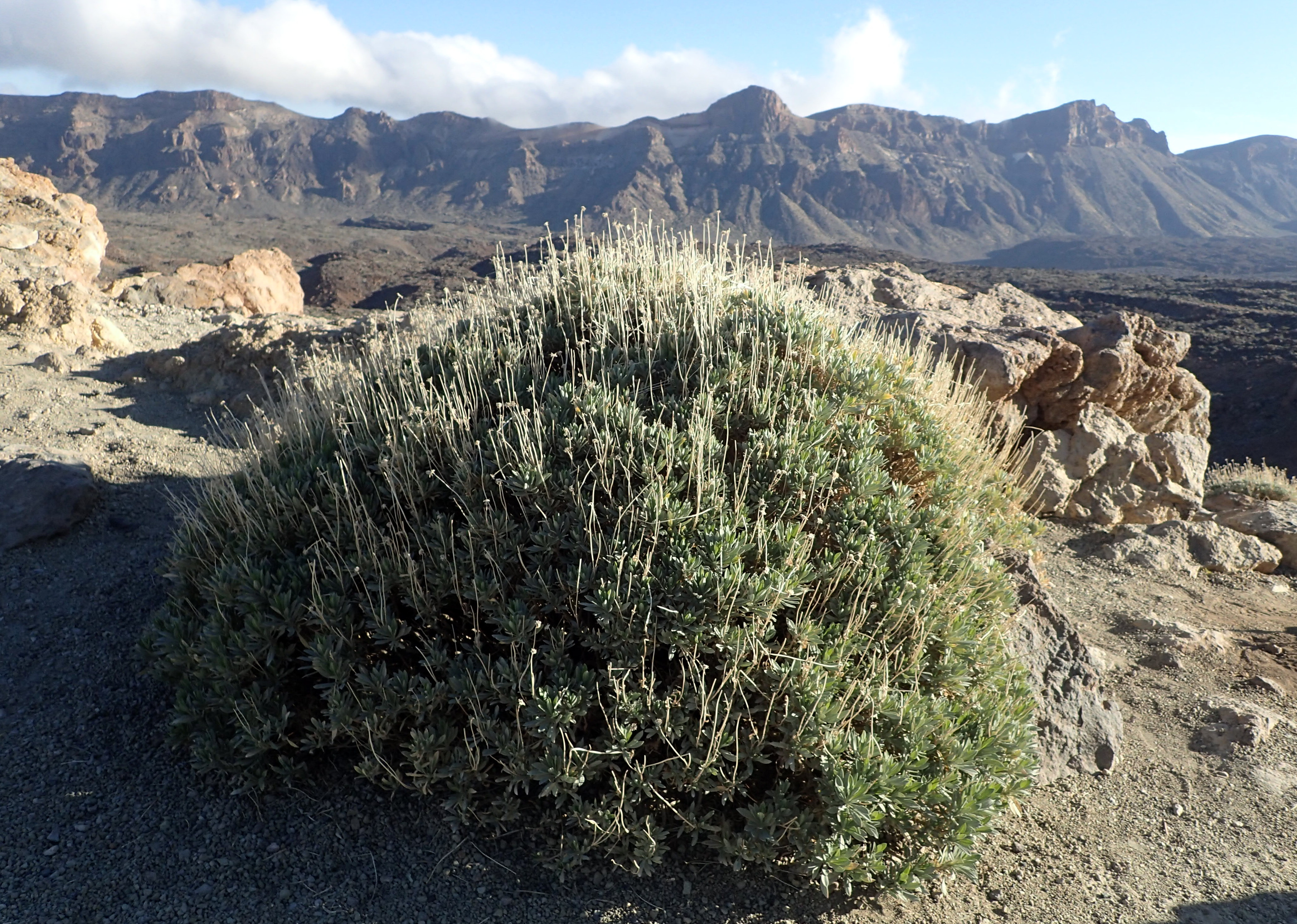
Pterocephalus lasiospermus

PokrójRośliny jednoroczne, dwuletnie i byliny i półkrzewy, zwykle o owłosionej łodydze.
LiścieUlistnienie nakrzyżległe. Dolne liście skupione w rozetę przyziemną, całobrzegie, pierzasto wcinane lub klapowane.
KwiatyZebrane w pojedyncze koszyczki tworzące się na szczytach pędów. Dno kwiatostanowe jest owłosione i pokryte drobnymi przysadkami. Kwiat u nasady okryty jest kieliszkiem z 4 lub 8 żebrami. Kielich u dołu zrośnięty, w górze zwieńczony 8–24 szczecinkami. Korona z 4 lub 5 łatkami na końcu, silnie grzbiecista w kwiatach brzeżnych, ale niemal kołowa w kwiatach w środkowej części kwiatostanu. Pręciki cztery, rzadko dwa lub trzy, wystające spod górnej wargi korony. Zalążnia dolna, jednokomorowa, z jednym zalążkiem.
OwoceNiełupki gładkie lub żebrowane.

## Systematyka

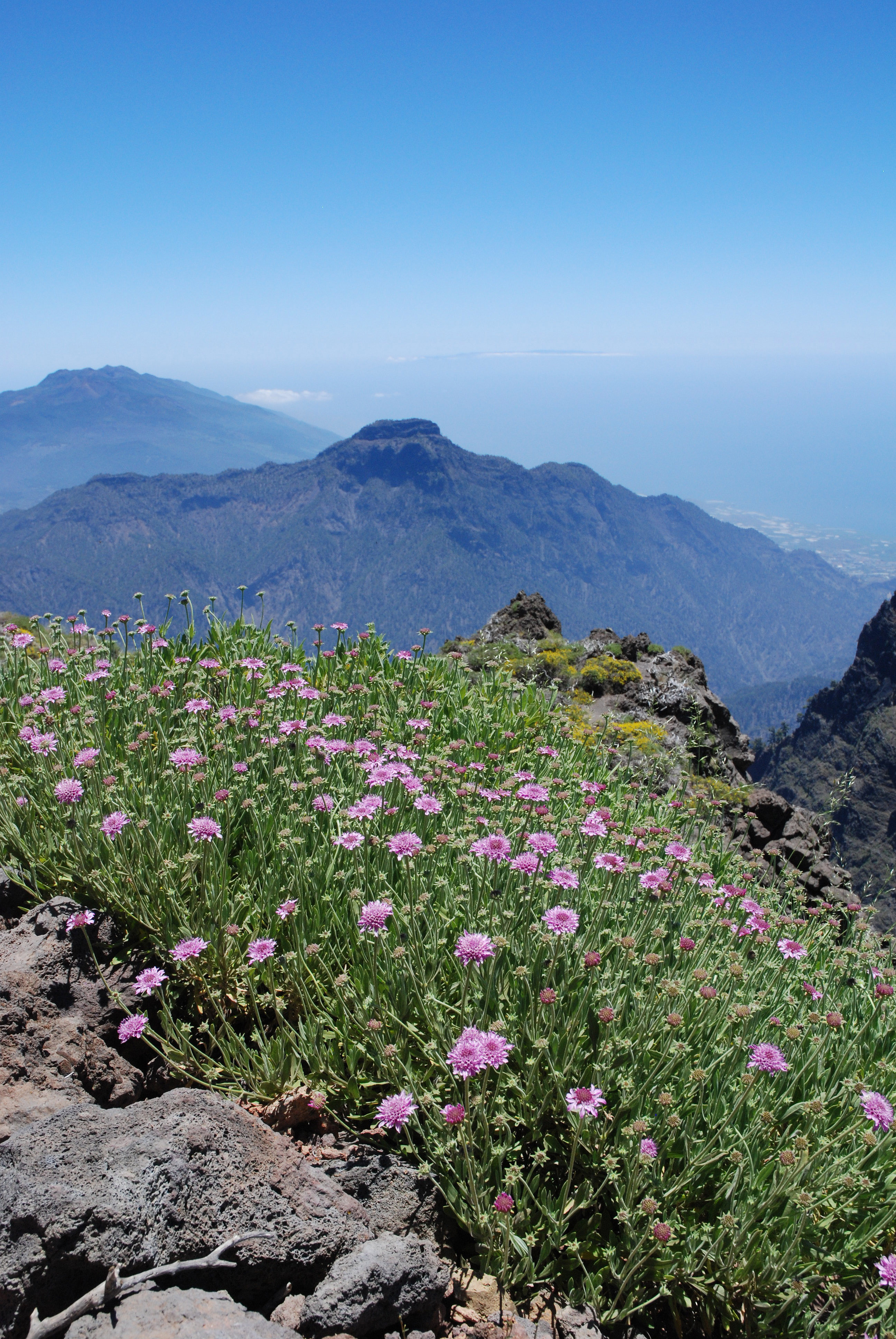
Pterocephalus porphyranthus

Rodzaj tradycyjnie zaliczany był do rodziny szczeciowatych Dipsacaceae. Rodzina ta od systemu APG II z 2003 włączana jest w randze podrodziny Dipsacoideae Eaton do rodziny przewiertniowatych Caprifoliaceae (opcjonalnie, a od systemu APG III z 2009 już zupełnie). W obrębie rodziny należy do podrodziny Dipsacoideae A. Eaton i plemienia Scabioseae DC.
Wykaz gatunków
- Pterocephalus afghanicus (Aitch. & Hemsl.) Boiss.
- Pterocephalus arabicus Boiss.
- Pterocephalus bellidifolius Boiss.
- Pterocephalus brevis Coult.
- Pterocephalus canus Coult. ex DC.
- Pterocephalus depressus Coss. & Balansa
- Pterocephalus dumetorum (Brouss. ex Willd.) Coult.
- Pterocephalus frutescens Hochst. ex A.Rich.
- Pterocephalus fruticulosus Korovin
- Pterocephalus gedrosiacus Rech.f., Aellen & Esfand.
- Pterocephalus ghahremanii Jamzad
- Pterocephalus glandulosissimus  Ponert
- Pterocephalus khorassanicus Czerniak.
- Pterocephalus kurdicus Vatke
- Pterocephalus lasiospermus Link
- Pterocephalus laxus I.K.Ferguson
- Pterocephalus lignosus Freyn & Bornm.
- Pterocephalus multiflorus Poech
- Pterocephalus nestorianus Nábělek
- Pterocephalus persicus Boiss.
- Pterocephalus pinardii Boiss.
- Pterocephalus plumosus (L.) F.Dietr.
- Pterocephalus porphyranthus Svent.
- Pterocephalus pterocephala (L.) Dörfl. – pierzogłówka grecka
- Pterocephalus pulverulentus Boiss. & Balansa
- Pterocephalus pyrethrifolius Boiss. & Hohen.
- Pterocephalus ramianensis Ranjbar & Z.Ranjbar
- Pterocephalus sanctus Decne.
- Pterocephalus shepardii Post & Beauverd
- Pterocephalus spathulatus (Lag.) Coult.
- Pterocephalus strictus Boiss. & Hohen.
- Pterocephalus szovitsii Boiss.
- Pterocephalus virens Webb & Berthel.
- Pterocephalus wendelboi Rech.f.